# Pyeongni-dong
Pyeongni-dong (koreanska: 평리동) är en stadsdel i staden Daegu i den centrala delen av Sydkorea, 240 km sydost om huvudstaden Seoul. Den ligger i stadsdistriktet Seo-gu.

## Indelning
Administrativt är Pyeongni-dong indelat i:
| Namn    | Namn                 | Yta km² | Invånare 31 dec 2020 |
| ------- | -------------------- | ------- | -------------------- |
| 평리1동 | Pyeongni 1(il)-dong  | 0,39    | 8 033                |
| 평리2동 | Pyeongni 2(i)-dong   | 0,29    | 8 191                |
| 평리3동 | Pyeongni 3(sam)-dong | 0,78    | 10 218               |
| 평리4동 | Pyeongni 4(sa)-dong  | 0,74    | 18 387               |
| 평리5동 | Pyeongni 5(o)-dong   | 0,42    | 1 854                |
| 평리6동 | Pyeongni 6(yuk)-dong | 0,73    | 5 353                |